# Apodemus rusiges
Apodemus rusiges — вид гризунів з триби житників (Apodemini).

## Біоморфологічна характеристика
Верхні частини темно-коричнювато-сірі. Нижня сторона сірувато-біла. Ноги білуваті. Хвіст довший за голову і тіло, темний зверху і світліший знизу.

## Середовище проживання
Поширений в Гімалаях північно-східного Пакистану (райони Балтистан і Хазара) і північно-західній Індії (Джамму і Кашмір) на висотах від 1980 до 3350 м над рівнем моря. Це нічний і наземний вид; живе в гірських лісах, чагарниках і луках у горбистих і кам'янистих горах, субальпійських чагарниках і лугах, а також хвойних лісах

## Загрози й охорона
Основні загрози для цього виду не відомі.